# تنشو 2: بيرث أوف ذا ستيلث أساسنز
تنشو 2: بيرث أوف ذا ستيلث أساسنز (بالإنجليزية: Tenchu 2: Birth of the Stealth Assassins)‏ ، هي لعبة فيديو من نوع تسلل، وهي الجزء الثاني من سلسلة تنشو ، صدرت عام 2000م عن طريق شركة أكواير اليابانية باليابان، وصدرت عن طريق أكتفيجن باللغة الإنجليزية.